# Підв'язкова змія плямиста
Підв'язкова змія плямиста (Thamnophis cyrtopsis) — неотруйна змія з роду Підв'язкові змії родини Вужеві. Має 3 підвиди.

## Опис
Загальна довжина сягає 60—75 см. Голова вузька, очі великі. Тулуб стрункий з сильно кілеватою лускою. Позаду голови є великі чорні плями, які розділені помаранчевою смужкою, що тягнеться уздовж спини. Смужки жовтуватого кольору розташовані з боків, між сусідніми смужками є чорні плями. Має яскраву помаранчеву смугу на спині.

## Спосіб життя
Полюбляє місцини біля водойм у посушливих районах. Активна вдень. Харчується амфібіями (жабами й пуголовками).
Це живородна змія. Самиця народжує від 6 до 20 дитинчат. Молоді змієнята більші інших представників цього роду.

## Розповсюдження
Мешкає на півдні центральної частини США, півночі та сході Мексики, у Гватемалі.

## Підвиди
- Thamnophis cyrtopsis collaris
- Thamnophis cyrtopsis cyrtopsis
- Thamnophis cyrtopsis ocellatus